# 豊海橋
豊海橋（とよみばし）は、日本橋川にかかる橋で、北岸の東京都中央区日本橋箱崎町と南岸の中央区新川1丁目を結ぶ。日本橋川が隅田川に流入する河口部に位置し、1927年（昭和2年）に震災復興橋として架設された。中央区豊海町は本橋とは3 km以上離れており、直接の関係はない。

## 概要
日本橋川の第一橋梁である。梯子を横にしたような構造は、フィーレンディール橋と呼ばれ、永代橋との景観上のバランスを考慮して設計された。シンプルなデザインのなかに鋲止形式という古い形態を残し、重量感のある鉄骨橋梁の代表例として貴重である。現在は全体を白色に塗装してある。中央区民有形文化財。
夕刻からは白っぽいオレンジ色にライトアップされ、隠れた夜景スポットである。たびたびドラマの撮影に使われる。
- 構造形式:下路式フィーレンディール橋
- 橋長:46.13 m
- 幅員:8.00 m
- 着工:1926年（大正15年）5月
- 竣工:1927年（昭和2年）9月
- 施工主体:復興局
- 設計:福田武雄
- 施工:横河橋梁製作所

## 橋の歴史
この場所に最初に橋が架けられたのは江戸時代の中期、1698年（元禄11年）とされる。北詰には船手番所が置かれ、諸国廻船が往来する江戸水運の要所に位置していた。河岸には土蔵が建ち並び、陸揚げされた荷駄が行き交う活気に満ちた界隈であった。また、吉良邸への討ち入りを果たした赤穂浪士は永代橋で大川を渡ったのち、この橋を経て泉岳寺をめざしたと伝えられる。乙女橋とも呼ばれていた。
その後、幾度かの落橋・焼失、再架を経て、1903年（明治36年）1月に長22間・幅4間の下路式プラットトラス橋が架けられ、初めて鉄橋化。1923年（大正12年）の関東大震災で落橋し、震災復興橋梁としての現在の姿に至る。
2022年（令和4年）9月に土木学会選奨土木遺産に認定された。

### 年表
| 開通年 | 形 式                      | 橋 長 | 幅 員 | 備 考 |
| ------ | -------------------------- | ----- | ----- | ----- |
| 1698年 | 木橋                       | 不明  | 不明  | 創架  |
|        |                            |       |       |       |
| 1873年 | 木橋                       | 40 m  | 5.5 m |       |
| 1885年 | 木橋                       | 40 m  | 5.4 m |       |
| 1903年 | 鉄下路プラットトラス橋     | 40 m  | 7.3 m |       |
| 1927年 | 鋼下路フィーレンディール橋 | 46 m  | 8 m   | 現役  |

出典:土木図書館 橋梁史年表 

## ギャラリー

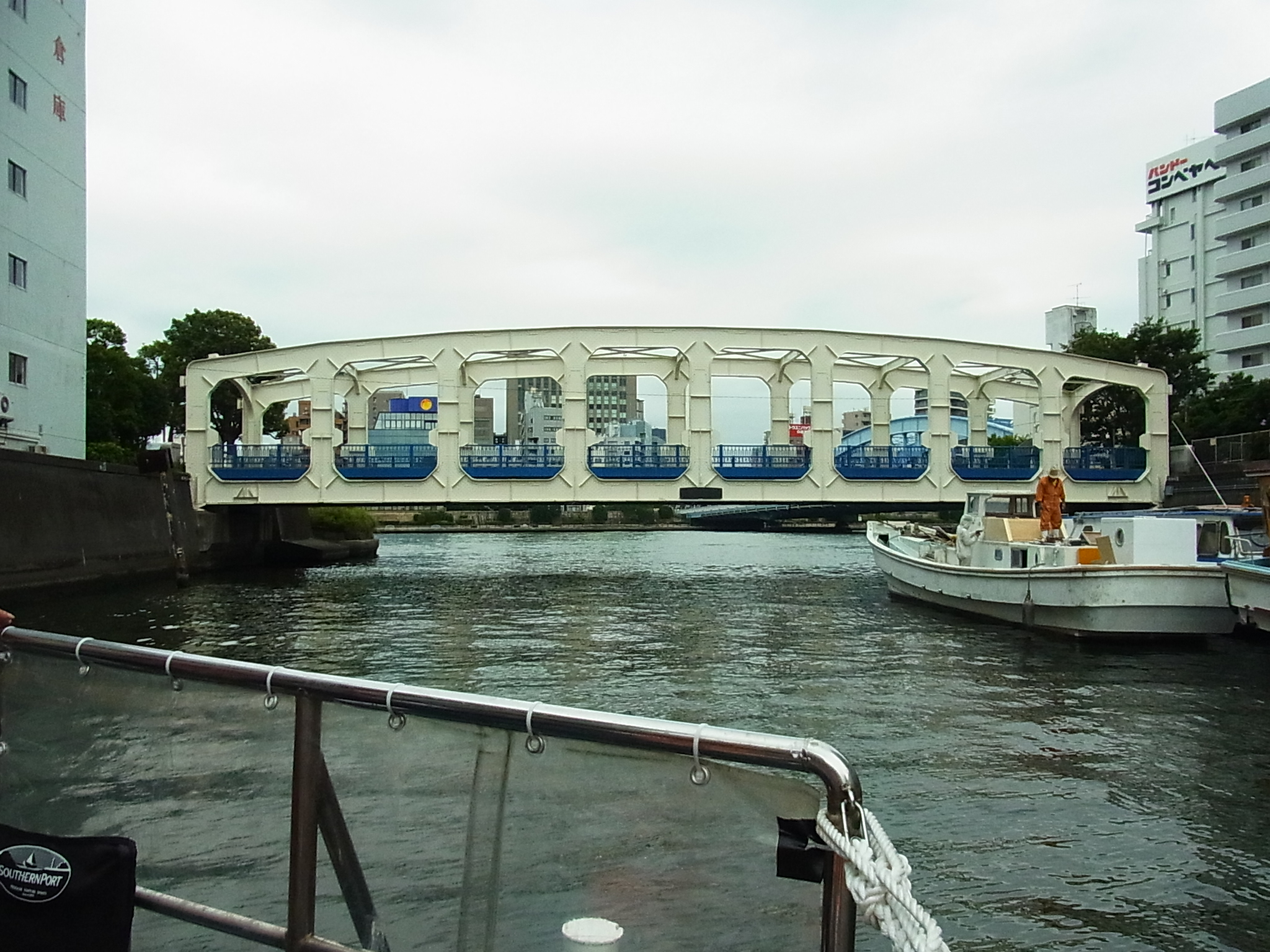
日本橋川から見た豊海橋（2011年7月23日撮影）
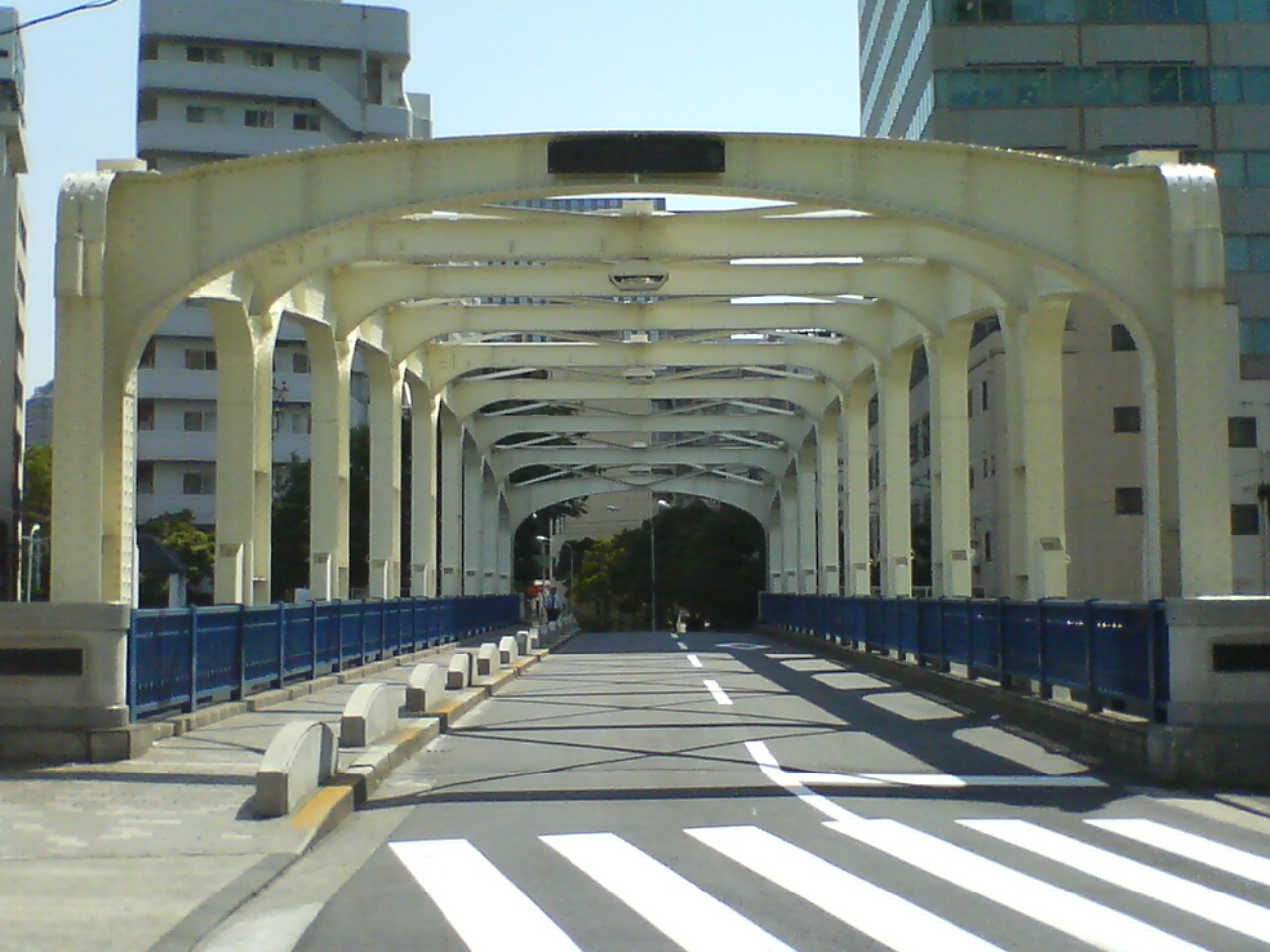
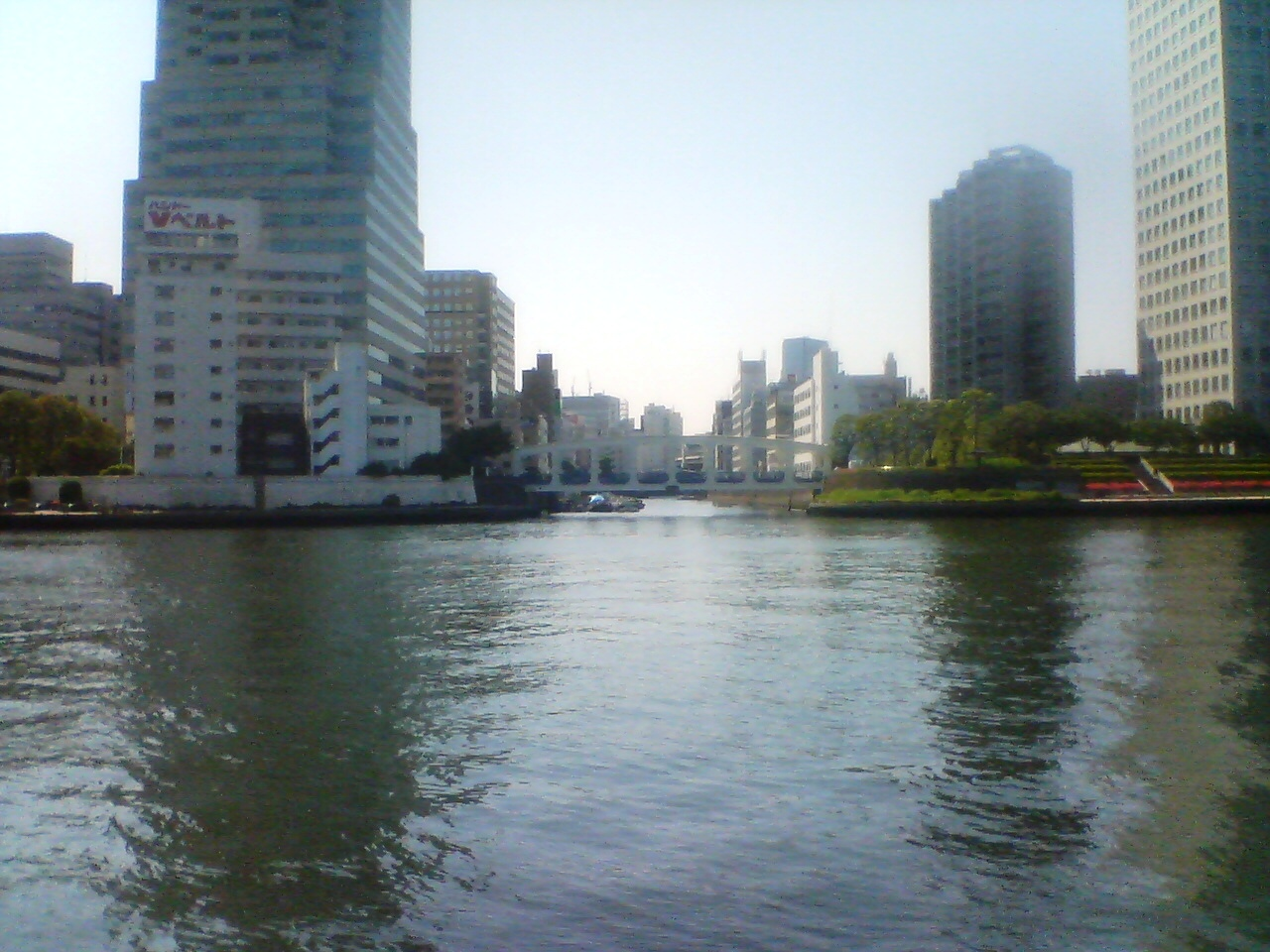
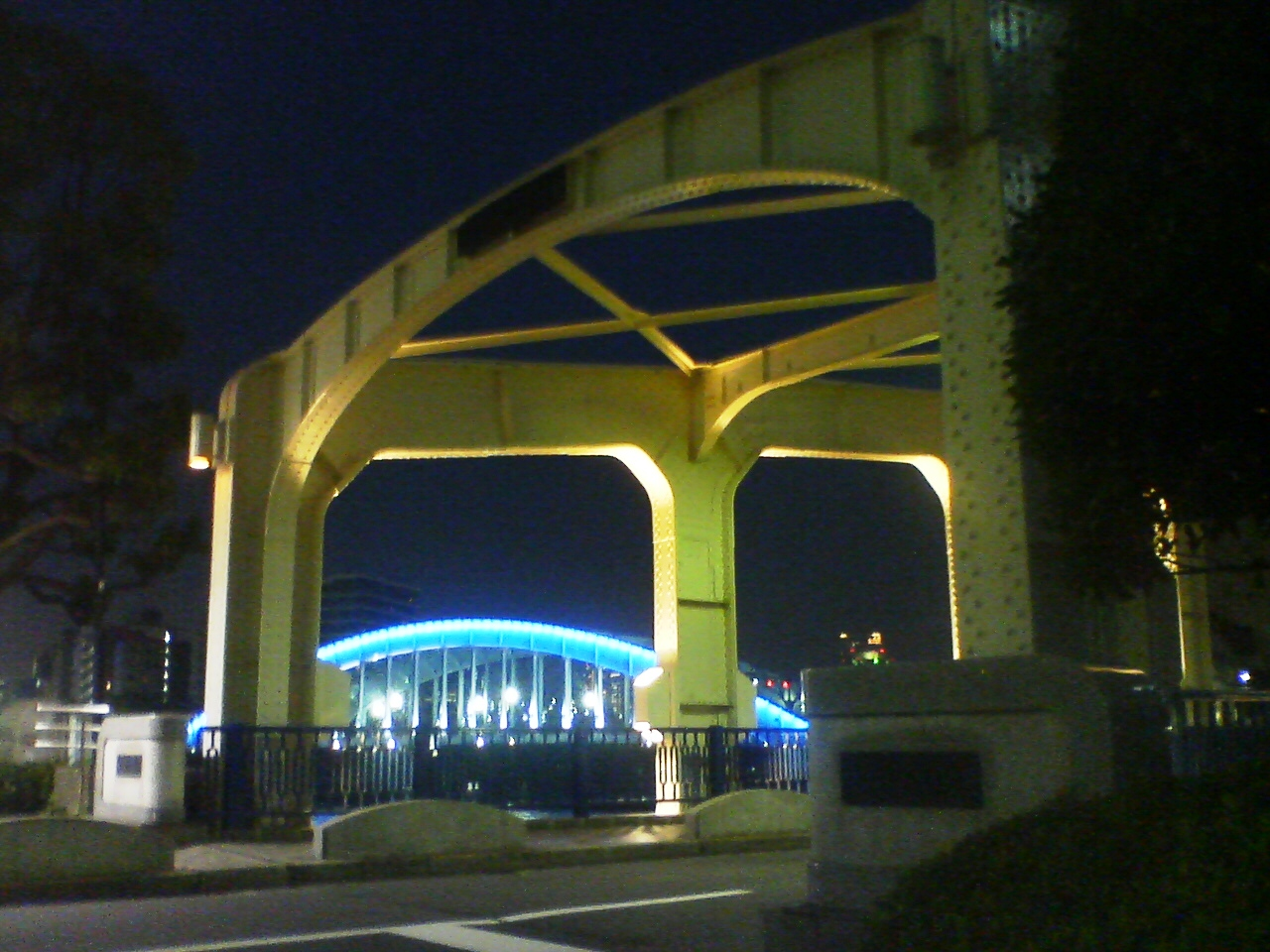
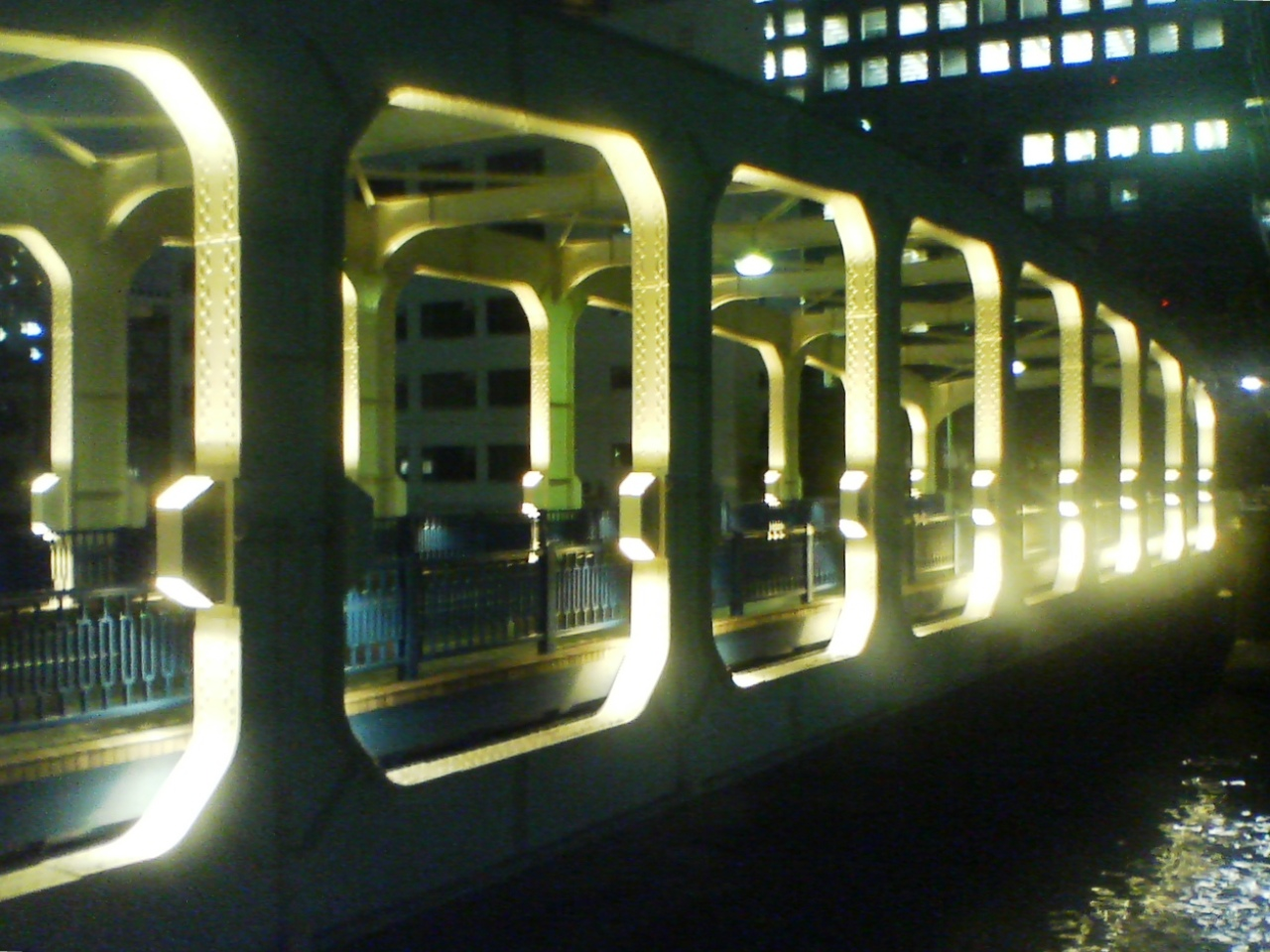

## 周辺施設
- 永代橋
- 新川公園
- 隅田川大橋
- 日本IBM本社

## 交通
アクセス
- 東京地下鉄水天宮前駅（○半蔵門線）より約徒歩10分
- 東京地下鉄茅場町駅（○日比谷線 ○東西線）より約徒歩10分

## 隣の橋
- 日本橋川

（上流） ― 湊橋 ― 豊海橋 ― 隅田川に流水 ― （下流）